# Nils Verkooijen
Nils Verkooijen (Haarlem, Países Baixos; 12 de março de 1997) é um ator neerlandês. Ele começou a atuar em 2004 e é mais conhecido por seus papéis em Briefgeheim, Achtste Groepers Huilen Niet e Spijt!.

## Filmografia

### Cinema
| Ano  | Filme                              | Papel              |
| ---- | ---------------------------------- | ------------------ |
| 2015 | Michiel de Ruyter                  | Engel de Ruyter    |
| 2014 | Oorlogsgeheimen                    | Leo                |
| 2014 | Dansen op de vulkaan               | Maarten            |
| 2013 | Bobby en de Geestenjagers          | Bobby              |
| 2013 | Spijt!                             | Justin             |
| 2013 | Bros Before Hos                    | -                  |
| 2012 | Achtste Groepers Huilen Niet       | Joep               |
| 2011 | Collins Kosmos                     | Robin              |
| 2011 | Sonny Boy                          | Waldemar           |
| 2011 | New Kids Nitro                     | Menino inteligente |
| 2010 | Briefgeheim                        | Thomas             |
| 2010 | Dik Trom                           | Viktor             |
| 2009 | Juli                               | Mick               |
| 2007 | De bug                             | Max                |
| 2007 | Waar is het paard van Sinterklaas? | Nils               |
| 2006 | Worst                              | Jongetje           |
| 2005 | Het paard van Sinterklaas          | Nils               |
| 2004 | Engel en Broer                     | Broer              |

### Televisão
| Período   | Trabalho                               | Papel                      | Notas |
| --------- | -------------------------------------- | -------------------------- | --- |
| 2015      | Baron 1898                             | Jochem                     | |
| 2015      | Zwarte Tulp                            | Robbie Schaeffer           | Episódios: Vertrouwen is Alles, Kat in het nauw e Naar huis                                                               |
| 2014      | Vrolijke Kerst                         | Thomas                     | Episódios: Logeren, Het hoogstnodige e Heerlijk avondje                                                                   |
| 2013      | Flikken Maastricht                     | Arne                       | Episódios: Eigenrichting                                                                                                  |
| 2013      | 20 Leugens, 4 ouders en een scharrelei | Dylan                      | |
| 2012-2014 | Moordvrouw                             | Hein Balk e Jannes Beijker | Episódios: Recht in eigen hand e Vermoorde onschuld                                                                       |
| 2012      | Urfeld                                 | jovem Kees                 | |
| 2012      | Spangas                                | Stijn                      | Episódios: Een konijn in de klas, Is Vallon verliefd?, Maya praat met Meral, Het brandalarm gaat af e De eerste schooldag |
| 2011      | Hoe overleef ik?                       | Danny                      | Episódios: Zonder vriendinnen?, Een vriendinnentest?, Kleffe mensen? e Mijn eerste schooldag?                             |
| 2011      | Seinpost Den Haag                      | Rudi Maasdijk              | Episódios: Geheimen |
| 2010-2011 | Verborgen verhalen                     | Jayden e Bart              | Episódios: Jayden e Verboden toegang                                                                                      |
| 2008      | S1ngle                                 | Jongen                     | Episódios: Jeugdliefde |
| 2006-2007 | Van Speijk                             | Billiebob Brouwers         | Episódios: Vertrouwen is zilver, wantrouwen is goud e Waar een wil is en geen weg                                         |
| 2005-2008 | Keyzer & de Boer advocaten             | Tom Lommen                 | Episódios: Fatale fout, Familiedrama e Vadertje en moedertje                                                              |
| 2005      | Storm                                  | Tom                        | |

## Principais prêmios e nomeações
| Ano  | Prêmio      |                              | Resultado |
| ---- | ----------- | ---------------------------- | --------- |
| 2012 | Golden Film | Achtste Groepers Huilen Niet | Venceu    |
| 2010 | Golden Film | Briefgeheim                  | Venceu    |
| 2010 | Golden Film | Dik Trom                     | Venceu    |